# Santa Cruz (Santiago do Cacém)
Santa Cruz ist eine portugiesische Ortschaft und ehemalige Gemeinde im Alentejo.

## Verwaltung
Die ehemalige Gemeinde (Freguesia) gehört zum Kreis (Concelho) von Santiago do Cacém. Die Gemeinde hatte eine Gesamtfläche von 26,2 km² und eine Bevölkerung von 461 Einwohnern (Stand 30. Juni 2011).
Im Zuge der administrativen Neuordnung in Portugal zum 29. September 2013 wurde die Gemeinde Santa Cruz mit den Gemeinden São Bartolomeu da Serra und Santiago do Cacém zur neuen Gemeinde União das Freguesias de Santiago do Cacém, Santa Cruz e São Bartolomeu da Serra zusammengeschlossen. Hauptsitz der neuen Gemeinde ist Santiago do Cacém.